# Babakanlor
Babakanlor is een bestuurslaag in het regentschap Pandeglang van de provincie Banten, Indonesië. Babakanlor telt 4979 inwoners (volkstelling 2010).